# Iszlám kert
Az iszlám kert vallási elveken alapuló ismérvek alapján létesült. Az elzártság, a védettség, a víz és az árnyék a fő jellemzői. A kert a nomád sivatagi élet gondjaitól tudatosan elválasztva önmagában zárt világot alkotott, ahol a fák látványa és a víz csobogása különleges értéket képviselt.

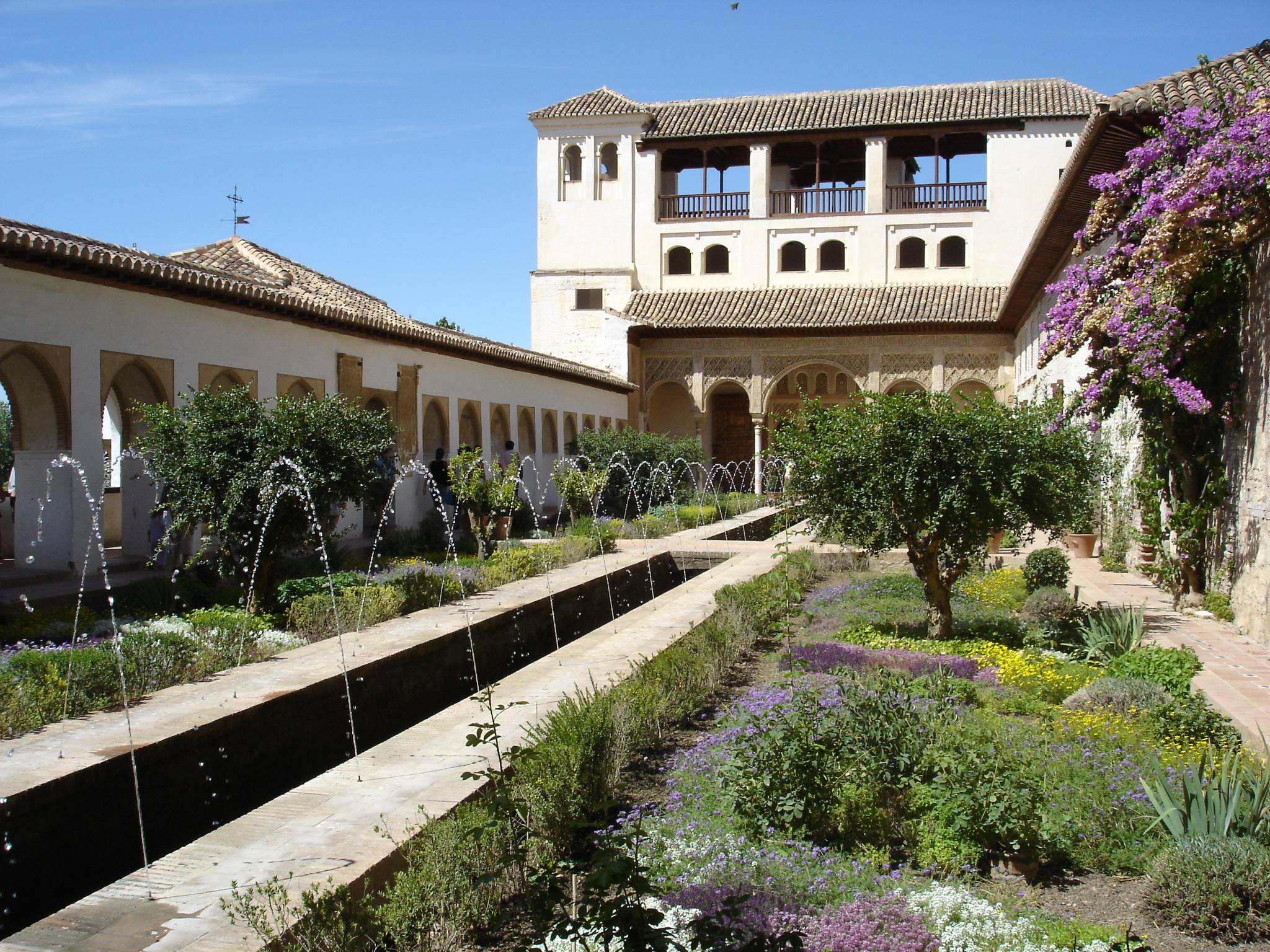
Iszlám paradicsomkert – Generalife

Tekintettel a barátságtalan élettérre ezért nem meglepő, hogy az ideális elképzelés – a Korán paradicsomkertje – ritkán valósulhatott meg. Alaprajzilag a kertet egy kereszt alakú csatornával (amelynek négy ága az élet folyóit testesítette meg) négy részre tagolták, ami viszonylag könnyen kivitelezhető volt ott, ahol volt víz. Nagyobb gondot okozott a dús növénykiültetés, gyümölcstermő és árnyékot adó fákkal, melyek – legalábbis az egykorú ábrázolások szerint – pavilonokkal együtt virágszőnyegek között álltak.
A kertet árkádok szegélyezték, amelyek hozzájárultak az épület belsejének hűvösen tartásához.
A belső és a külső tér az iszlám felfogásnak megfelelő módon kapcsolódott egymáshoz és az állandóan változó térélményt a fény és az árnyék összjátéka is pompásan hangsúlyozta.
Az iszlám kert tipikus képviselője a granadai Alhambrától északkeletre fekvő Generalife nyári palota belső udvara.

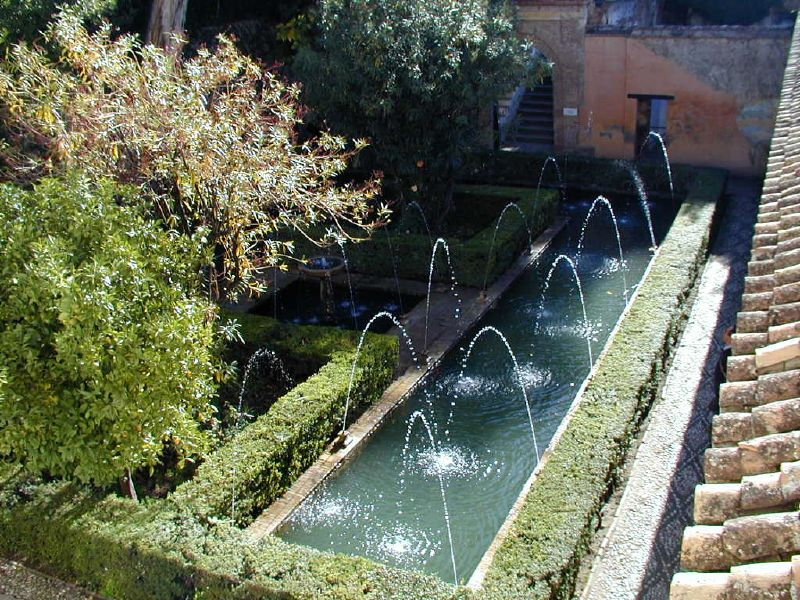
Alhambra – Generalife
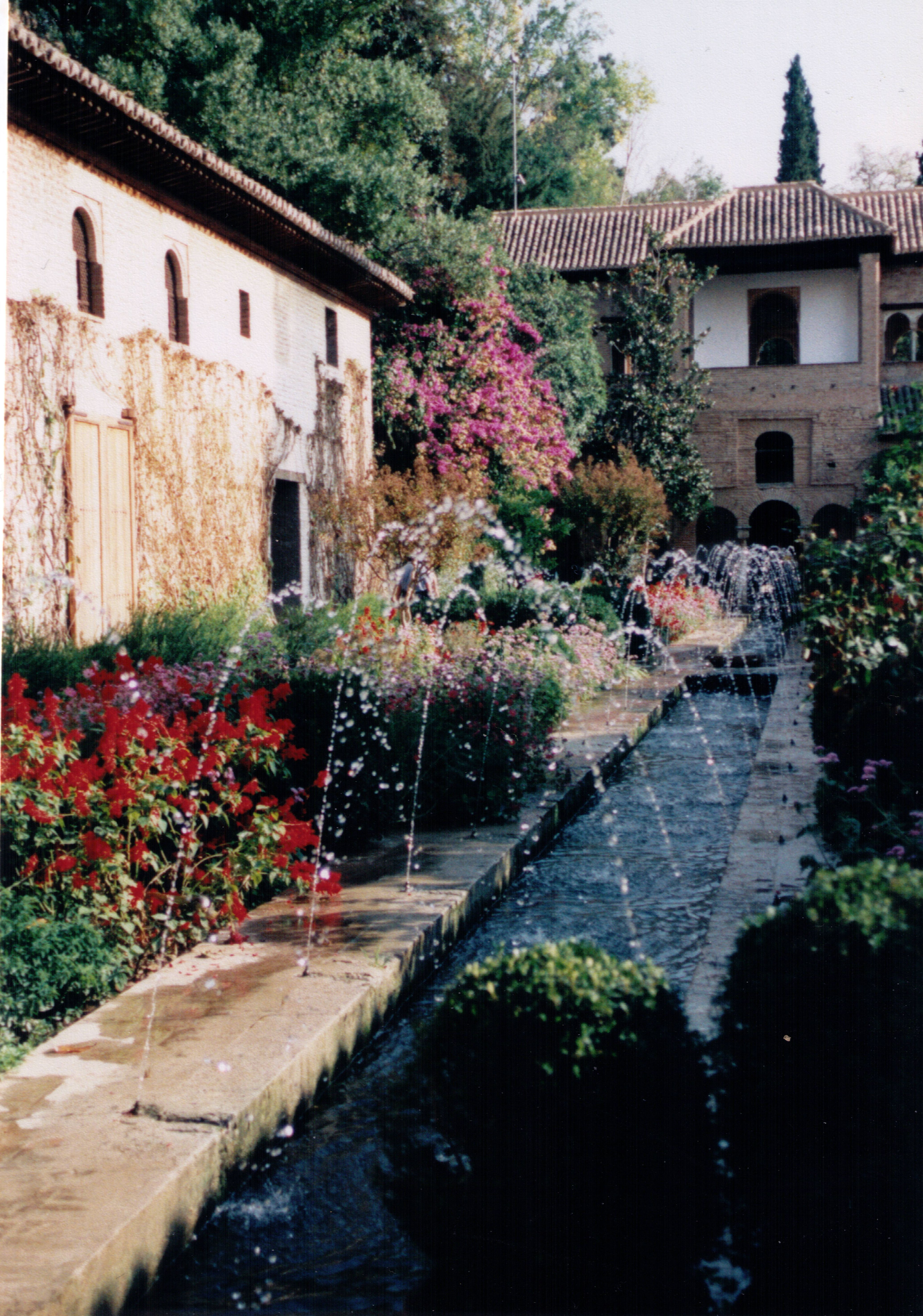
Generalife belső udvara
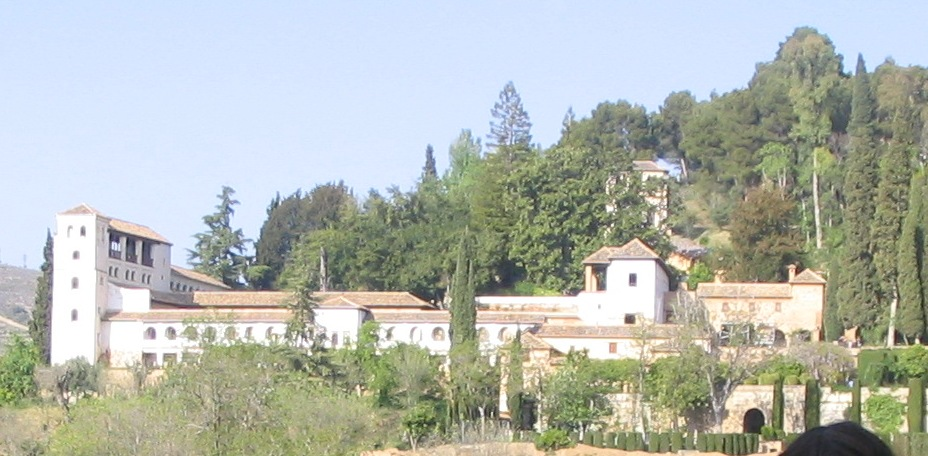
Generalife nyári palota
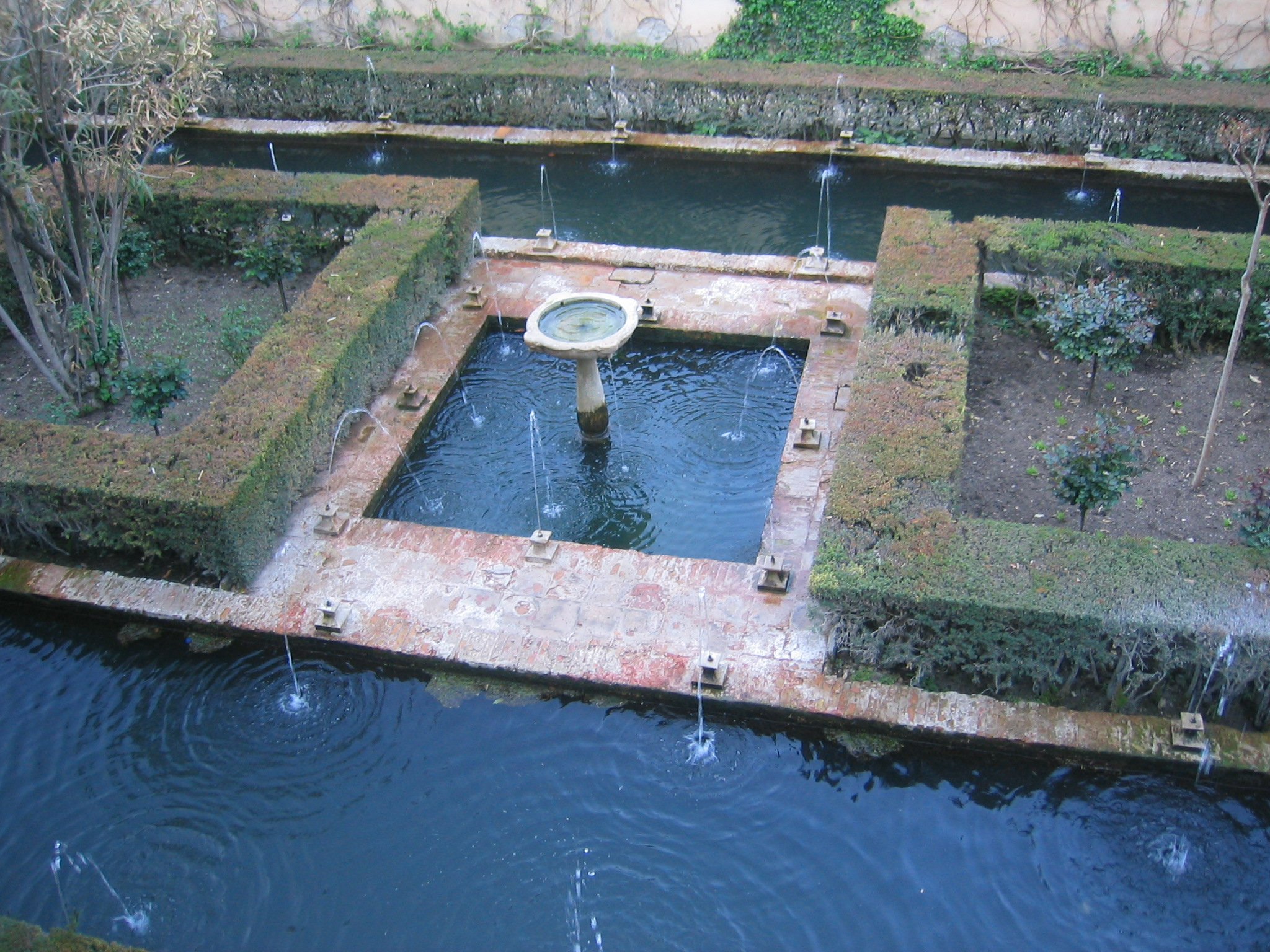